# 양자정보과학
양자정보과학(quantum information science)에서는 정보이론과 양자역학이 관련된 부분을 연구한다. 양자 정보 이론이라는 명칭도 있으나 이는 양자컴퓨터 소재 실험, 양자 얽힘 전송장치 제작 등 중요한 실험적인 주제들이 있음을 잘 표현하지 못하고, 양자정보과학은 이 실험적인 면까지 강조하는 명칭이다.
양자정보과학은 컴퓨터 과학, 물리학, 수학의 여러 측면으로 이루어진 종합적 분야이다.

## 주요분야
양자 컴퓨터 하드웨어 제작은 2010년 이전에 비하여 최근 괄목할만한 성과가 있었다. 구글과 IBM에서는 양자 컴퓨터 하드웨어 제작에 많은 투자를 하고 있고 주목할 만한 성과를 내고 있다. 이 연구는 양자역학에 대한 전문적인 이해가 필요하다. 주로 물리학자들과 양자역학과 관련된 공학자들이 연구한다. 현재 수백 큐비트 이상이 되는 양자컴퓨터가 만들어지고 있으나 오류발생이 너무 심하여 아직까지 양자컴퓨터에 적합한 소재물질을 만들지 못했다고 할 수 있다. 마요라나 페르미온이 적합한 소재가 될 가능성이 있다.
양자 암호는 전통적인 암호중 하나인 one time pad 암호가 가진 열쇠분배문제를 양자 얽힘 전송으로 해결하려고 하는데에서 출발했다. One time pad 암호에서는 두 사람이 동일한 난수열을 나눠가지는데, 일단 안전하게 동일한 난수열을 나눠가지는데 성공만 하면, 암호문을 해독하는 방법은 존재하지 않는 강력한 암호이고 냉전시대에 첩보원들이 널리 사용했다. 그러나 안전하게 난수열을 나눠가지는데에는 시간과 비용이 너무 많이 들었다는 문제가 있다. 그러나 양자 얽힘 쌍을 전송하는 물리적 장치가 있다면, 복제 불가 정리, 파동 함수 붕괴 등 양자역학적 법칙들이 안전성을 제공 한다. 그래서 양자 얽힘 쌍을 안정적으로, 멀리까지 전송하는 장치를 만드는 물리학적, 공학적 주제가 있고 사실 이미 상용화 단계이다. 국내에선 2020년 상반기에 삼성이 양자암호장치를 탑재한 스마트폰을 출시하였다. 
양자컴퓨터의 소프트웨어 연구도 중요하다. 현재 마이크로소프트에서 만든 양자 프로그래밍 언어 Q#과 IBM에서 만든 양자 프로그래밍 언어 Qiskit이 대표적이다.

## 관련된 수학 주제들
양자정보과학과 관련된 수학 분야에는 양자 알고리듬과 양자 계산 복잡도 이론이 있다. 양자 계산 복잡도 이론은 계산 복잡도 이론의 한 주제다. 추상기계 중 하나인 양자튜링기계에서 계산을 연구한다. 유계 오류 양자 다항시간 문제들의 모임 BQP(bounded-error quantum polynomial time)를 정해놓았다. 1994년 수학자 피터 쇼어가 소인수분해 양자 알고리즘을 발표하여, 양자알고리즘이 강력할 수 있음을 여실히 보여주었다. 만약 1000큐비트 이상이 되는 양자컴퓨터가 있다면 쇼어 알고리즘을 가지고 RSA나 타원 곡선 암호같은 현대 주요 암호들을 순식간에 해독 할 수 있다. 그러므로 많은 정부들의 정보기관과 여러 기업에서 큰 관심을 가졌으며, 양자 컴퓨터 제작, 양자 알고리즘 연구, 양자컴퓨터 소프트웨어 연구 등에 엄청난 연구비 투자를 야기했다. 또한 많은 수학자들 및 암호학자들이 양자 컴퓨터로도 풀기 어려운 차세대 암호(post quantum cryptography)를 연구 중이다.

## 같이 보기
- 정보 이론
- 양자역학
- 양자 컴퓨팅
- 양자 오류 정정
- 양자 암호
- 양자 얽힘
- 양자 순간 이동

## 참고 문헌
- Nielsen, Michael A.; Chuang, Isaac L. (June 2012). 《Quantum Computation and Quantum Information》 10 anniversary판. Cambridge: 케임브리지 대학교 출판부. ISBN 9780511992773. OCLC 700706156.